# Вихров, Виктор Евграфович
Виктор Евграфович Вихров (1912—1972) — советский учёный, специалист по древесиноведению, заслуженный деятель науки Белорусской ССР.
В. Е. Вихров в 1933 году окончил Архангельский лесотехнический институт, затем остался работать в этом же институте, позже работал в Московском лесотехническом институте, Институте леса АН СССР. В 1955 году был избран заведующим кафедрой древесиноведения и защиты леса Белорусского технологического института (с 1961 года — кафедра древесиноведения и лесоэксплуатации). На должности заведующего кафедрой Виктор Евграфович оставался до конца своей жизни. В 1961 году был назначен ректором института.
В. Е. Вихров — один из первых советских специалистов по дендрохронологии. Он выявил ряд закономерностей годичного прироста деревьев, что позволило уточнить и упростить методики дендрохронологического анализа, предложил собственный оригинальный метод.
В 1939 году В. П. Вихров опубликовал «Альбом микрофотографий древесины хвойных и лиственных пород СССР», вышедший под редакцией В. П. Мальчевского, также он написал более 150 работ по различным вопросам древесиноведения.